# جزيرة فيدي

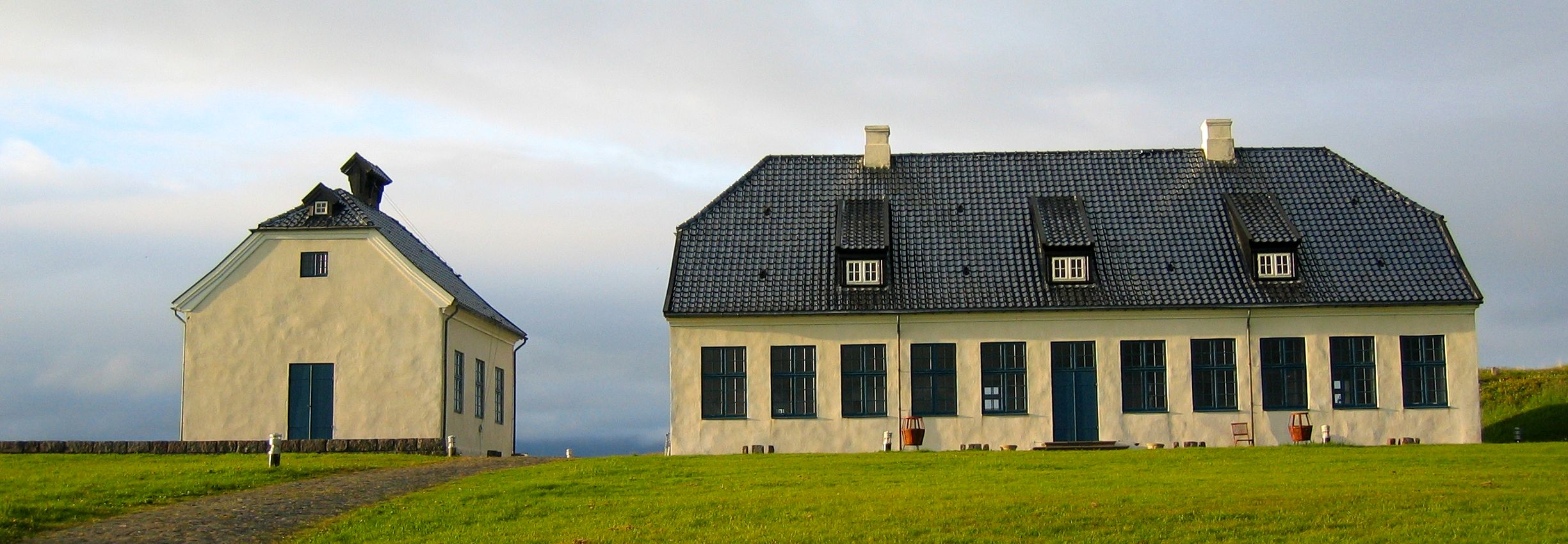
كنيسة في الجزيرة

فيدي (بالآيسلندية:Viðey أو Videy) هي أكبر جزيرة تقع في الخليج المقابل لمرفأ مدينة ريكيافيك عاصمة آيسلندا.

## معالم الجزيرة
تعد الجزيرة مقرا لمنارة تخيل السلام، والمنارة هي برج يسطع ضوؤه لمسافات بعيدة، أنشأته يوكو أونو تخليدا لذكرى زوجها مغني البيتلز الراحل جون لينون لدعوته بالسلام العالمي. وهذا النصب أو المنارة الذي نحتت على جدرانه عبارة تخيل السلام أو احلم سلام بأربع وعشرين لغة، وهو عبارة عن شعاع من الضوء الموجه تجاه السماء والذي دفن أسفله آلاف الأمنيات المكتوبة والتي جمعتها أونو عبر السنوات الماضية.

## وصلات خارجية
- منطقة العاصمة ريكيافيك.
- Yoko Ono to unveil peace tower in Iceland in memory of John Lennon